# Пассажирское судно

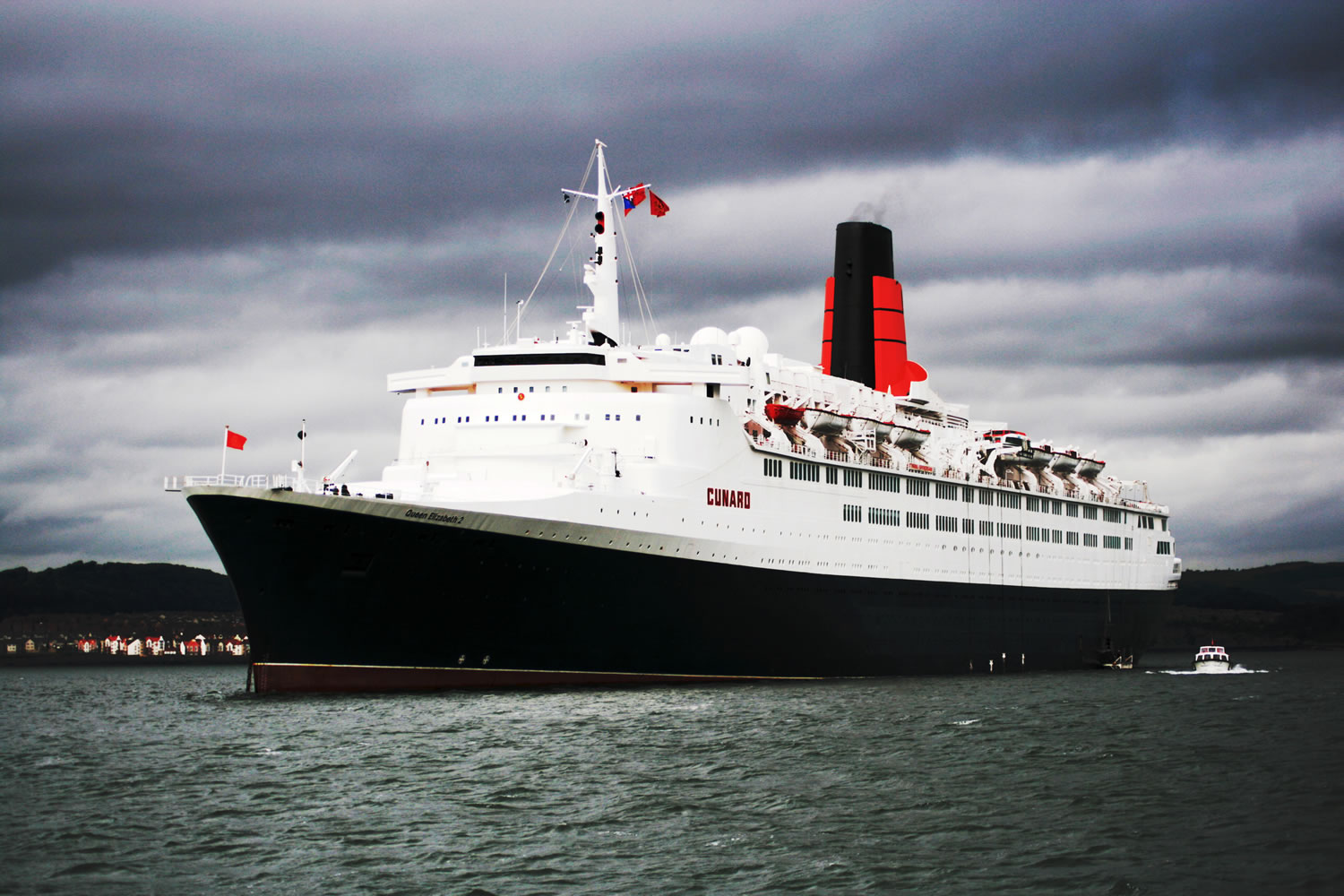
Лайнер Куин Элизабет 2

Пассажи́рское су́дно — один из классов судов, согласно определению Конвенции СОЛАС (п. f Правила 2 Главы I), означает судно, перевозящее более двенадцати пассажиров. В эту категорию не включают грузовые суда, которые способны перевозить ограниченное число пассажиров, однако большинство пассажирских судов способны перевозить дополнительно почту, а также различные грузы.
Несмотря на то, что пассажирские суда относятся к гражданскому флоту, их могут использовать в военных целях в качестве войсковых транспортов, госпитальных судов. Быстроходные пассажирские лайнеры также использовались в качестве вспомогательных крейсеров до середины Второй мировой войны.
Быстроходный океанский лайнер – традиционный тип пассажирского судна до 50-х годов XX века. С развитием авиации лайнеры проиграли конкурентную борьбу трансокеанским рейсам реактивных самолётов, а на море стали востребованы круизные суда для пассажиров, участвующих в групповой туристической программе с целью кратковременных туристических посещений согласно расписанию одного или нескольких портов, открытых для захода иностранных судов. 
Также продолжают активно эксплуатироваться паромы, совершающие регулярные рейсы между несколькими портами. Кроме пассажиров паромы могут перевозить грузы и автомашины (как легковые, так и грузовые).